# Лица и рты
«Лица и рты» (порт. Caras e Bocas) — бразильский телесериал производства телекомпании «Globo». Выходил с 2009 по 2010 годы.

## Сюжет
Художники Габриэл и Дафни в молодости были влюблены друг в друга, однако вскоре вынуждены были расстаться. По прошествии нескольких лет Дафни открыла собственную галерею, а Габриэл забросил живопись и стал управляющим семейным рестораном. Спустя годы судьба снова сводит бывших влюблённых. Случайно Габриэл узнаёт, что Дафни скрыла от него рождение их общей дочери. Он должен решить для себя, стоит ли прощать Дафни и дать их прежней любви ещё одну попытку.

## В главных ролях
- Флавия Алессандра — Дафни Бастус Конти-да-Силва
- Малвину Салвадор — Габриэл Батиста-да-Силва
- Дебора Эвелин — Жудит Силвейра Лонтра
- Изабел Друмон — Бианка Бастус Конти-да-Силва
- Маркус Паскин — Дэнис Батиста-ди-Азеведу
- Ингрид Гимараэс — Симони Мейреллес
- Элизабет Савалла — Мария-ду-Сокорру Батиста-да-Силва
- Ари Фонтура — Жак Конти
- Жулиу Роша — Эдгар Перейра

## Показы
Помимо Бразилии, «Лица и рты» транслировались в Сальвадоре, Коста-Рике, Боливии, Португалии, Гондурасе и Перу.
Телесериал имел характерные для типичной «мыльной оперы» сравнительно высокие рейтинги у телезрителей.